# War Zone
War Zone è il secondo album del gruppo hip hop statunitense Black Moon, pubblicato il 23 febbraio del 1999. L'album è distribuito da Duck Down, Priority e Virgin Records per i mercati di Stati Uniti, Canada ed Europa.
L'album entra nella classifica statunitense raggiungendo la posizione numero 35 ed entrando nella top ten degli album hip hop.
| Recensione     | Giudizio |
| -------------- | -------- |
| AllMusic       | [ 1 ]    |
| Rap Pages      | link     |
| RapReviews.com | link     |
| The Source     | link     |

## Tracce
1. Intro
2. The Onslaught (feat. Busta Rhymes)
3. War Zone
4. This Is What It Sounds Like (Worldwind)
5. Freestyle
6. Five (Interlude)
7. For All Ya'll (feat. Heather B)
8. Come Get Some (feat. Louieville From O.G.C.)
9. Weight Of The World
10. Evil Dee Is On The Mix
11. Showdown (feat. Q-Tip)
12. One-Two
13. Frame (feat. Cocoa Brovaz)
14. Buckshot (Interlude)
15. Two Turntables & A Mic
16. Annihilation (feat. M.O.P. & Teflon)
17. Duress
18. Throw Your Hands In The Air
19. Outro (feat. Rock)

## Classifiche

### Classifiche settimanali
| Classifica (1999)         | Posizione massima |
| ------------------------- | ----------------- |
| Stati Uniti               | 35                |
| US Top R&B/Hip-Hop Albums | 9                 |